# Uhlí

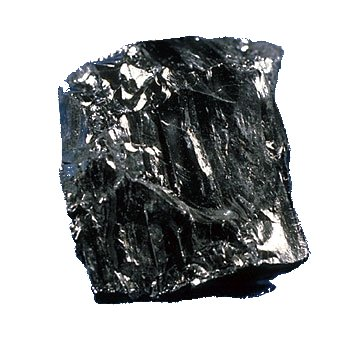
Uhlí – antracit

Příklad možného složení uhlí

Uhlí (lidově či nářečně též uhel) je hnědá, černá nebo hnědo-černá hořlavá hornina. Získává se dolováním z povrchových nebo hlubinných dolů a používá se jako palivo. Uhlí je složeno především z uhlíku, vodíku a kyslíku, obsahuje však také další chemické prvky, především dusík a síru, a radioaktivní příměsi (uran a thorium). Od doby průmyslové revoluce je uhlí především důležitou energetickou surovinou. Velká část světové výroby elektřiny (36 % v roce 2021) využívá spalování uhlí, které probíhá v klasických uhelných, respektive v tepelných elektrárnách. Uhlí se kromě výroby elektrické energie používá také k vytápění a ohřevu vody (výroba technologického tepla), uhlí je také velmi cennou primární surovinou pro mnoho odvětví chemického průmyslu.
Pro spotřebitele je zajímavá měrná hmotnost sypaného uhlí při dodání, která se pohybuje asi od 720 kg (hnědé uhlí) do 750 kg (černé uhlí) na 1 m3.

## Vznik a historie
Uhlí vzniklo ze dřeva, které bylo uloženo v anaerobních vodních prostředích, kde nízké hladiny kyslíku bránily jeho kompletnímu rozkladu a oxidaci (hnití). Vznikalo především v době, kdy se formoval kontinent Pangea.
Nejstarší záměrné použití černého uhlí bylo doloženo v Ostravě – Petřkovicích, a to na sídlišti ze starší doby kamenné na vrcholu Landek. Dle radiokarbonového datování spadá lokalita do období 25 000 – 23 000 let př. n. l.
Systematické použití uhlí lze doložit před 3600 lety.
Uhlí se někdy objevuje na zemském povrchu na svazích, nebo na březích řek. Tímto způsobem jej pravděpodobně objevili Číňané přibližně před 3 000 lety. Vykopávali ho a hloubili tunely do země do uhelných slojí. V dnešní době hledají uhlí geologové.

## Typy
Uhlí dělíme na několik druhů, podle obsahu uhlíku v něm – čím méně uhlíku, tím nižší kvalita a efektivita.
- Lignit – také označovaný jako hnědé uhlí, je nejméně kvalitní druh uhlí. Užívá se výhradně pro výrobu elektřiny, nebo výrobu technologického tepla. Leštěné bylo využíváno jako ozdobný kámen od doby železné. Je třetihorního původu, má v sobě přibližně 60 % uhlíku.
- Hnědé uhlí – používá se k vytápění domácností, nebo k výrobě tepla a elektřiny. Má v sobě přibližně 80 % uhlíku. Těží se především povrchově.
- Hnědo-černé – jeho vlastnosti spadají mezi hnědé a černé uhlí. Využívá se pro výrobu elektřiny, tepla a chemickou výrobu.
- Černé uhlí – má vysokou hustotu, jeho barva je obvykle černá až hnědočerná. Uhlí je prvohorního a druhohorního původu. Vzniká rozkladem a prouhelňováním vyhynulých stromových plavuní, které se propadly do bažin (období perm).
- Antracit – jde o nejkvalitnější uhlí, používá se na vytápění a k výrobě chemikálií. Obsahuje více než 90 % uhlíku.

## Využití

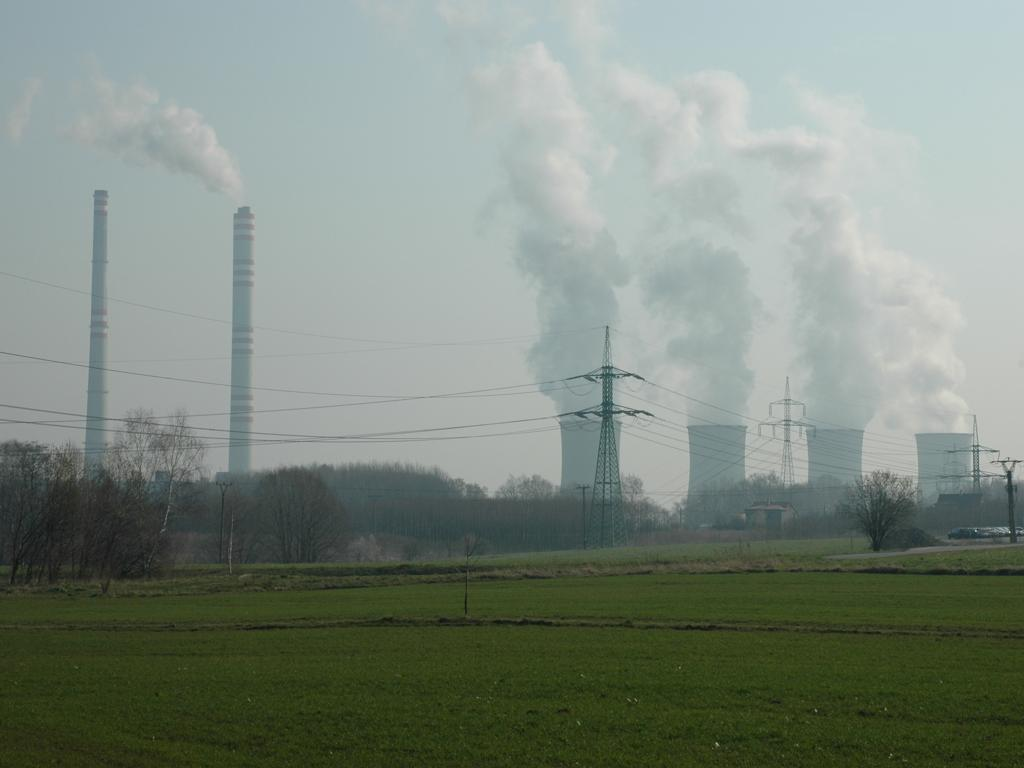
Elektrárna Dětmarovice spalující černé uhlí

### Palivo
Uhlí je nejčastěji používaný tuhý materiál pro výrobu tepla a elektřiny. Světová spotřeba uhlí v roce 2007 byla 7 192 milionů tun, z toho 75 % je využíváno pro výrobu elektřiny. Čína jako největší spotřebitel spotřebovala 2 893 milionů tun (asi 40 % světové spotřeby).
Při výrobě elektřiny se spaluje uhlí v kotli, kde se ohřívá voda na vodní páru, která roztáčí parní turbíny a elektrické generátory respektive alternátory. Při stejné spotřebě by zásoby z roku 2009 vystačily na 119 let. Reálně spotřeba stoupá, jsou ale nalézány také nové zásoby.
V roce 2023 se v uhelných elektrárnách vyráběla skoro polovina elektřiny v Česku.

### Koksování a použití koksu

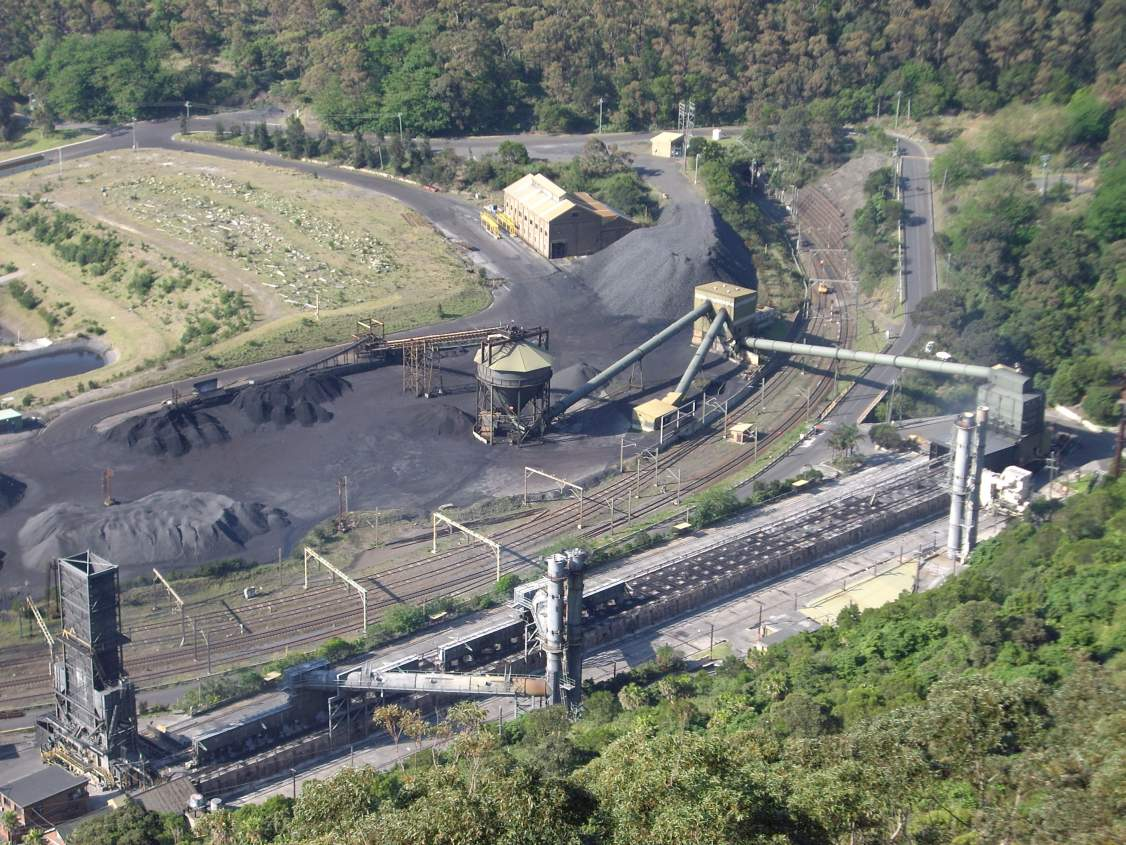
Koksovna v australském Coalcliff

Koks je pevný uhlíkatý zbytek odvozený z nízkopopelového, nízkosirného černého uhlí, ze kterého jsou odstraněny prchavé složky v peci s omezeným přístupem kyslíku při teplotách kolem 1000 °C. Při tom vzniká také kamenouhelný dehet, amoniak, lehké oleje a svítiplyn. Koks z uhlí je šedý, tvrdý a pórovitý a má výhřevnost 29,6 MJ/kg. Koks se používá jako palivo a jako redukční činidlo, mj. ve vysoké peci. Spotřebu koksu ve vysokopecním procesu lze částečně nahradit injektáží mletého uhlí o velikosti prachových zrn menších než 90 μm, a to pomocí speciálního dávkovacího zařízení a trysek zabudovaných ve výfučnách, jimiž je do pece dmýchán horký vítr.

### Zplyňování
Vysoké ceny ropy a zemního plynu zvyšují zájem o „BTU konverzi“ – technologie jako zplyňování, zkapalňování a tuhnutí. V minulosti bylo uhlí používáno na výrobu svítiplynu, který byl dopravován ke spotřebitelům potrubím a byl využíván na svícení, vaření i topení. Dnes je svítiplyn nahrazen bezpečnějším zemním plynem. Jižní Afrika stále využívá zplyňování uhlí pro mnoho petrochemických potřeb.

### Zkapalnění
Uhlí může být zpracováno na kapalná paliva jako benzín nebo nafta několika různými způsoby:
Fischer-Tropschův proces – syntéza kapalných uhlovodíků – byl použit v nacistickém Německu nebo v jižní Africe, protože tyto země byly politicky izolované a neschopné koupit surovou ropu. Uhlí může být zplyňované na syngas (vyvážená čištěná směs CO a H2 plynů) a syngas zkapalněný Fischer-Tropschovou metodou na lehké uhlovodíky, které jsou dále zpracovávány na benzín a naftu. Syngas může být také převedený na methanol, který může být použitý jako palivo nebo přísada do paliva.
Přímé kapalnění Bergiusovým procesem – kapalnění hydrogenací – je také dosažitelné, ale není užívané vně Německa, kde byly oba tyto procesy ovládané během první a druhé světové války.
Dalším způsobem výroby kapalných uhlovodíků je nízkoteplotní karbonizace (LTC). Uhlí je dopované v teplotách mezi 450 a 700 °C ve srovnání s 800 až 1000 °C pro hutnický koks. Tyto teploty jsou optimální pro výrobu kamenouhelných dehtů. Na rozdíl od klasického dehtu obsahuje mnohem více lehkých uhlovodíků. Kamenouhelný dehet je potom dále zpracováván na paliva. Proces byl vyvinut Lewisem Karrickem roku 1920.
Zachytávat oxid uhličitý uvolňovaný těmito procesy je mnohem snazší, než filtrování ze spalin vzniklých spalováním uhlí se vzduchem, kde je smíchaný s dusíkem a dalšími plyny.

## Škody způsobované těžbou a spalováním uhlí

### Škody na lidském zdraví
Spalování uhlí způsobuje poškození lidského zdraví a předčasná úmrtí. Samotná těžba a zpracování uhlí způsobují znečištění ovzduší a vody. Spalováním uhlí dochází k emisím oxidu uhličitého, oxidů dusíku, oxidu siřičitý, pevných částic (PM10, PM2,5, PM1) a těžkých kovů, které mají nepříznivý vliv na lidské zdraví. Mezi nejčastější zdravotní důsledky patří astma, infarkty myokardu, snížení inteligence, ucpávání cév, cévní mozkové příhody, srdeční arytmie, otravy rtutí, ucpávání tepen a rakovina plic. Odhaduje se, že uhlí celosvětově způsobuje 800 000 předčasných úmrtí ročně, především v Indii a Číně. V Evropě se roční zdravotní náklady způsobené používáním uhlí k výrobě elektřiny odhadují až na 43 miliard eur.
Dýchání uhelného prachu způsobuje u horníků pneumokoniózu – hovorově „černé plíce“ – podle toho že doslova mění barvu plicní tkáně z obvyklé růžové barvy na černou.
Minimálně 10 % uhlí tvoří popel. Ročně se tak vyprodukuje obrovské množství uhelného popela a dalšího odpadu, který je toxický pro člověka a další živé organismy. Kromě samotného popílku ze spalování vznikají ve výrobním procesu popílek a kaly z odsíření spalin, které obsahují rtuť, uran, thorium, arsen a další těžké kovy spolu s nekovy, jako je selen.

### Kyselé deště
Spalování uhlí produkuje oxid uhličitý, spolu s proměnným množstvím oxidu siřičitého, v závislosti na kvalitě uhlí. Oxid siřičitý reaguje s vodou za tvorby kyseliny siřičité. Jestliže se dostane do atmosféry, reaguje s vodní párou a vrací se na zem ve formě kyselých dešťů. Emise z uhelných elektráren představují největší umělý zdroj oxidu uhličitého a tím s velkou pravděpodobností výrazně přispívají ke globálnímu oteplování. Moderní elektrárny využívají (poměrně nákladné) technologie pro omezení škodlivosti odpadních látek a zvýšení účinnosti.

### Změna klimatu
Největším a dlouhodobým důsledkem používání uhlí je uvolňování oxidu uhličitého, skleníkového plynu, který způsobuje změnu klimatu. Uhelné elektrárny byly v roce 2018 největším přispěvatelem k nárůstu celosvětových emisí CO2, 40 % celkových emisí z fosilních paliv a více než čtvrtinou celkových emisí. Při těžbě uhlí se navíc často uvolňuje metan, další skleníkový plyn.
V roce 2016 činily celosvětové hrubé emise oxidu uhličitého z používání uhlí 14,5 Gt. Na každou vyrobenou megawatthodinu vypustí uhelná elektrárna přibližně tunu oxidu uhličitého, což je dvakrát více než přibližně 500 kg oxidu uhličitého uvolněného elektrárnou na zemní plyn. Z tohoto důvodu již dlouhou dobu znějí od odborníků a OSN hlasy, že většina světových zásob uhlí by měla být ponechána v zemi, aby se zabránilo katastrofálnímu globálnímu oteplování. Aby se globální oteplování udrželo pod 1,5 °C nebo 2 °C, budou muset být stovky, případně tisíce uhelných elektráren předčasně vyřazeny z provozu.
Zelená dohoda pro Evropu počítá s koncem používání uhlí v členských zemích Evropské unie do roku 2033.

## Požáry uhlí
Ve světě jsou stovky ohňů uhlí, které hoří pod povrchem, a je tedy nemožné je uhasit. Ohně mohou způsobit propadání půdy a vznikající kouřové plyny jsou životu nebezpečné. Mimo to mohou vystupovat prasklinami na povrch a vytvářet povrchové požáry. Uhelné jeskyně se mohou samovznítit, nebo zapálit od důlního ohně, případně povrchového ohně. Uhelné ohně v Číně spálí ročně 120 milionů tun uhlí – z toho vznikne 360 milionů tun CO2, což se rovná 2–3 % z roční celosvětové produkce CO2 z fosilních paliv. Věřilo se, že australská Hořící hora (Burning Mountain) je vulkán, ale později se zjistilo, že jde o uhelný oheň, který hoří už více než 5000 let.

## Výskyt ve světě a těžba

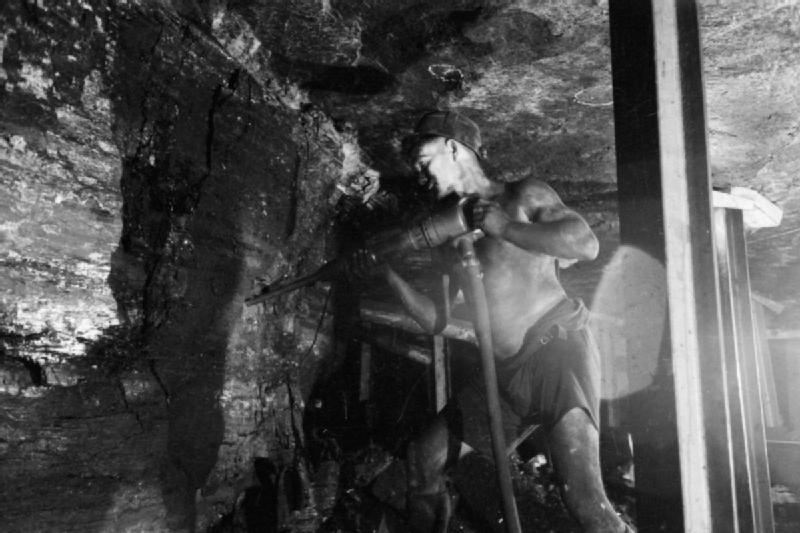
Těžba uhlí v Británii, 1942

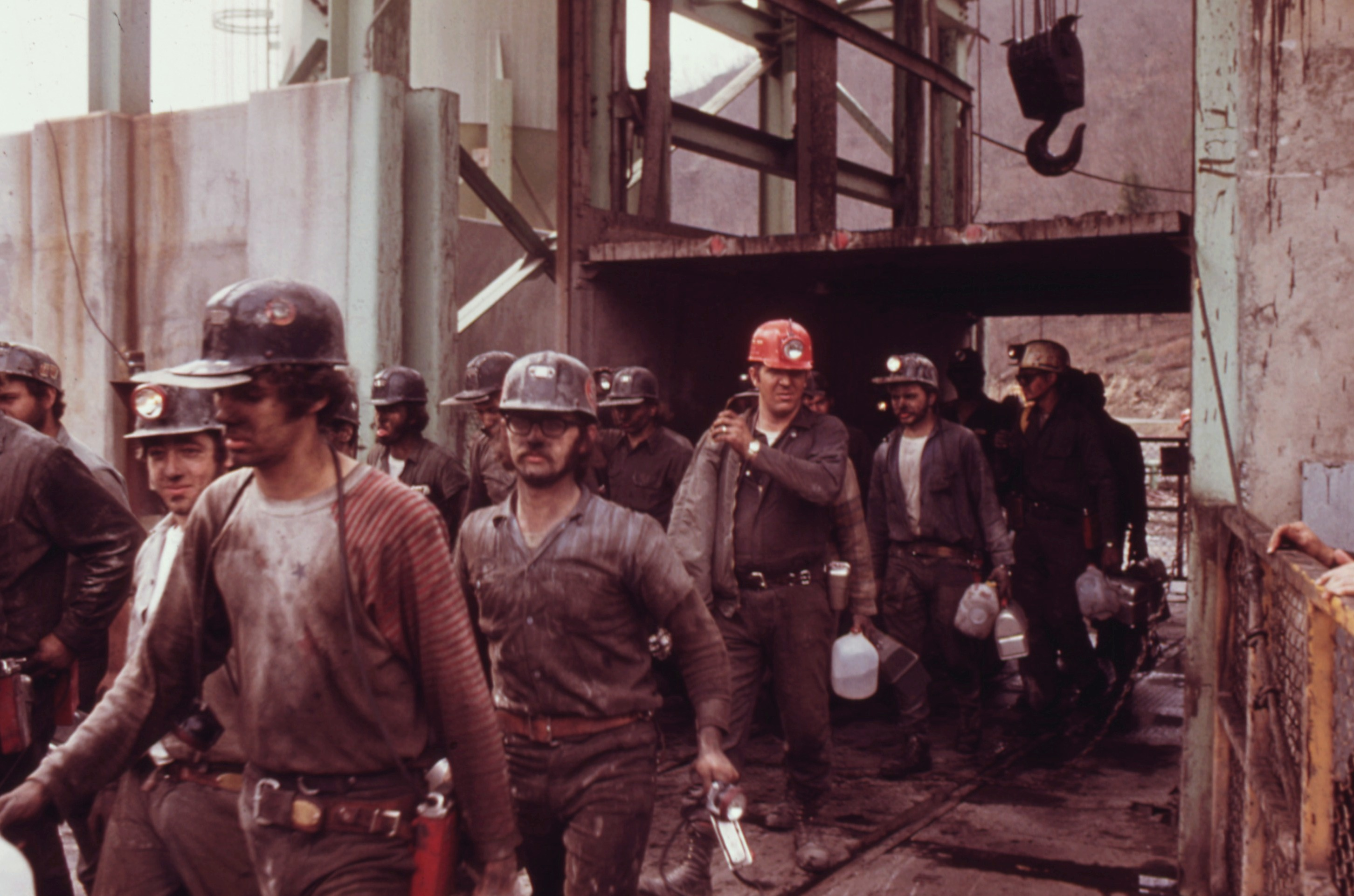
Američtí horníci končí směnu v uhelném dole ve Virginii, 1974

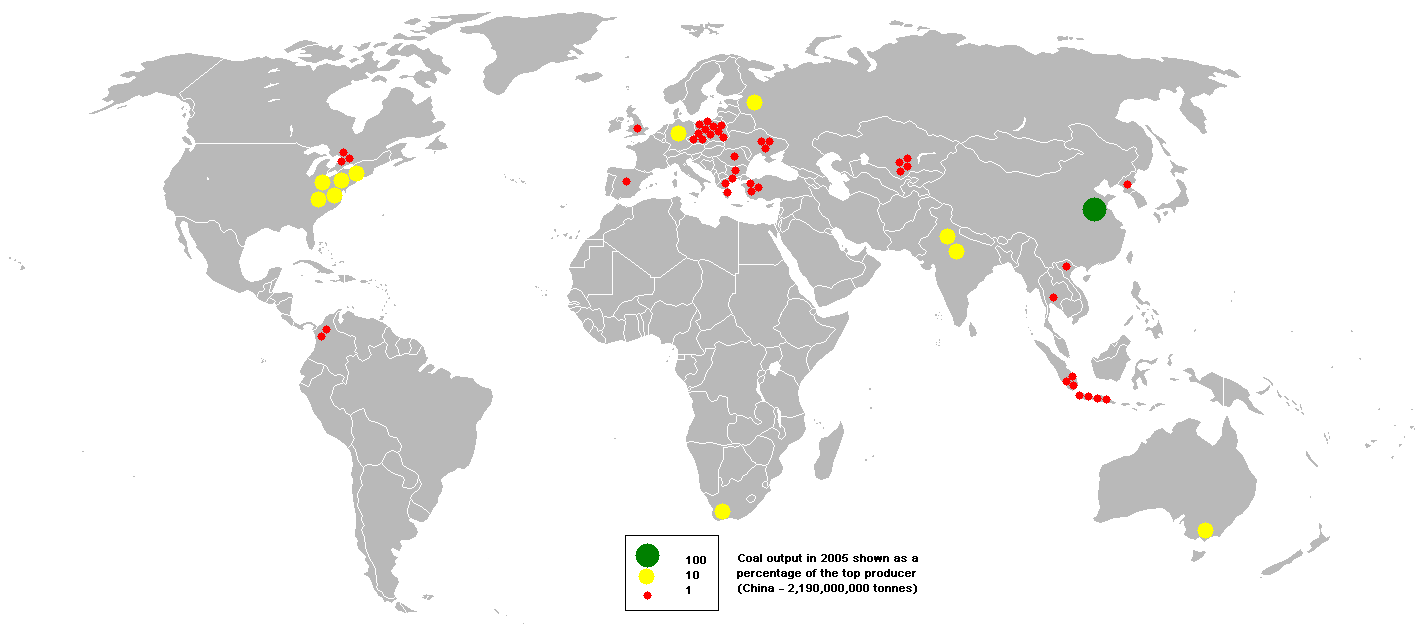
Těžba uhlí v roce 2005

Existuje celá řada velmi významných a světově známých uhelných pánví (kupř. Doněcká uhelná pánev). Velká ložiska kvalitního černého uhlí nebyla ještě v některých průmyslově méně rozvinutých zemích prakticky vůbec těžena.

### Celkové zásoby
V následující tabulce jsou uvedeny zásoby, které mohou být s velkou pravděpodobností využity za současných ekonomických a technologických podmínek. Při současném tempu spotřeby tyto zásoby vydrží[kdy?]  na 122 let.
Na našem území se nalézá přibližně 200 milionů tun vytěžitelných zásob černého uhlí a přes 850 milionů hnědého, neblokovaného těžebními limity. Se zásobami za limity a rezervami je to 2 150 milionů tun hnědého uhlí. Zásoby se budou vyčerpávat postupně v jednotlivých těžebních lokalitách. Pokud by těžba pokračovala i za územní limity, vydržely by zásoby až do roku 2 100.
| Země                   | Černé uhlí | Hnědé uhlí | Celkově | Podíl |
| ---------------------- | ---------- | ---------- | ------- | ----- |
| Spojené státy americké | 108 950    | 129 358    | 238 308 | 28,9  |
| Rusko                  | 49 088     | 107 922    | 157 010 | 19,0  |
| Čína                   | 62 200     | 52 300     | 114 500 | 13,9  |
| Austrálie              | 36 800     | 39 400     | 76 200  | 9,2   |
| Indie                  | 54 000     | 4 600      | 58 600  | 7,1   |
| Ukrajina               | 15 351     | 18 522     | 33 873  | 4,1   |
| Kazachstán             | 28 170     | 3 130      | 31 300  | 3,8   |
| Jihoafrická republika  | 30 408     | –          | 30 408  | 3,7   |
| Evropská unie          | 8 427      | 21 143     | 29 570  | 3,6   |
| Polsko                 | 6 012      | 1 490      | 7 502   | 0,9   |
| Brazílie               | -          | 7 059      | 7 059   | 0,9   |
| Kolumbie               | 6 434      | 380        | 6 814   | 0,8   |
| Německo                | 152        | 6 556      | 6 708   | 0,8   |
| Kanada                 | 3 471      | 3 107      | 6 578   | 0,8   |
| Česko                  | 1 673      | 2 828      | 4 501   | 0,5   |
| Indonésie              | 1 721      | 2 607      | 4 328   | 0,5   |
| Řecko                  | -          | 3 900      | 3 900   | 0,5   |
| Celosvětově            | 411 321    | 414 680    | 826 001 | 100,0 |

### Statistika těžby
| Země                   | Množství | Podíl |
| ---------------------- | -------- | ----- |
| Čína                   | 2 878    | 39,2  |
| Spojené státy americké | 1 171    | 16,1  |
| Indie                  | 568      | 7,8   |
| Austrálie              | 439      | 6,0   |
| Rusko                  | 356      | 4,9   |
| Indonésie              | 313      | 4,3   |
| Jihoafrická republika  | 260      | 3,6   |
| Německo                | 214      | 2,9   |
| Polsko                 | 158      | 2,2   |
| Kazachstán             | 120      | 1,6   |
| Kolumbie               | 87       | 1,2   |
| Turecko                | 84       | 1,1   |
| Kanada                 | 75       | 1,0   |
| Řecko                  | 72       | 1,0   |
| Česko                  | 66       | 0,9   |
| Ukrajina               | 66       | 0,9   |
| Vietnam                | 44       | 0,6   |
| Severní Korea          | 41       | 0,6   |
| Srbsko                 | 40       | 0,5   |
| Rumunsko               | 38       | 0,5   |
| Bulharsko              | 32       | 0,4   |
| ostatní státy          | <20      | <0,3  |
| Celosvětově            | 7 271    | 100,0 |

### Výskyt v Česku

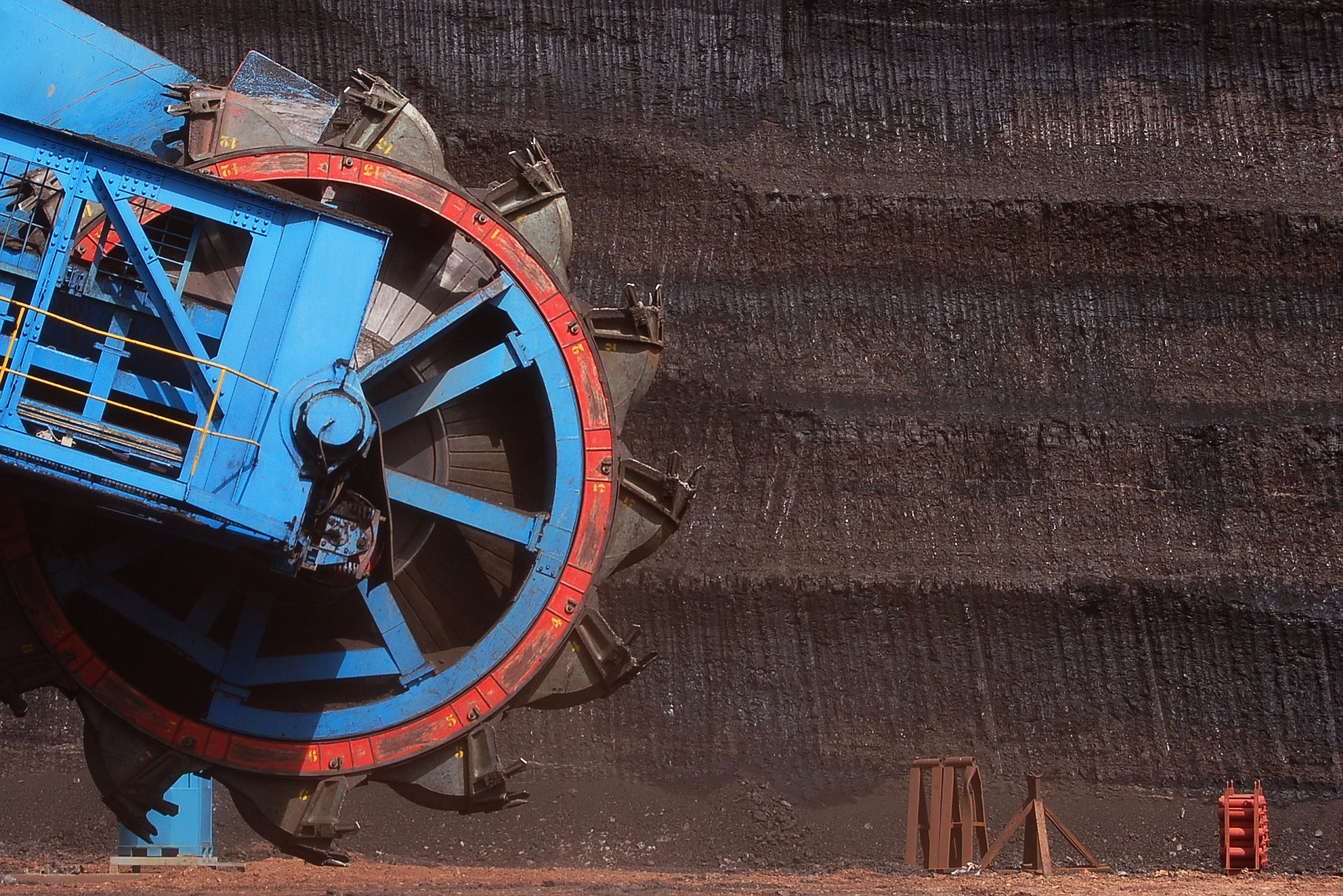
Rypadlo velkostroje v dole Nástup Tušimice v Mostecké uhelné pánvi

Uhlí se v Česku nachází hlavně v Ostravsko-karvinském regionu (vysoce kvalitní černé uhlí v Ostravsko-karvinské uhelné pánvi), těží se ale již pouze na Karvinsku (těží společnost OKD, patřící NWR). Dále se ve dvou pánvích pod Krušnými horami vyskytuje hnědé uhlí. Jedná se o Mosteckou uhelnou pánev (těží společnost Severočeské doly patřící do Skupiny ČEZ a společnosti Litvínovská a Vršanská, patřící do skupiny Czech Coal) a Sokolovskou uhelnou pánev (těží Sokolovská uhelná). Hnědého uhlí a lignitu se v roce 2008 vytěžilo 47 mil. tun (prakticky všechno se spotřebovalo v Česku), černého uhlí pak 13 mil. tun (čistý export činil 30%).
Zatímco černé uhlí se v Česku těží výhradně hlubinným způsobem, hnědé uhlí se dobývá v rozsáhlých povrchových velkolomech (podrobněji viz Územní limity těžby hnědého uhlí v severních Čechách).
Lignitové doly se nacházejí na Břeclavsku a Českobudějovicku (Mydlovary). Malé černouhelné pánve – kdysi hojně využívané a dnes již fakticky opuštěné – se nachází jihozápadně od Brna (Rosice, Oslavany), dále mezi Kladnem a Rakovníkem či Plzní, malé ložisko černého uhlí se též nachází v Podkrkonoší u Žacléře. Uhelné sloje malých mocností lze nalézt na mnoha jiných místech Česka (třeba na Lounsku, Litoměřicku a Mělnicku a jinde), tyto malé sloje se ale prozatím pro těžbu vůbec nehodí především z ekonomických důvodů (zde jsou předpokládané neúměrně vysoké investiční a provozní náklady na jejich těžbu).